# Raión de Sosnytsia
Sósnytsia (en ucraniano: Сосницький район) fue un raión o distrito de Ucrania en el óblast de Chernígov. En la reforma territorial de 2020, su territorio fue incluido en el raión de Koriúkivka.
Comprendía una superficie de 916 km².
La capital era el asentamiento de tipo urbano de Sósnytsia. El territorio del actual municipio de Sósnytsia coincide con el que tenía en sus últimos años el antiguo raión.

## Demografía
Según estimación 2010 contaba con una población total de 24715 habitantes.

## Otros datos
El código KOATUU es 7424900000. El código postal 16100 y el prefijo telefónico +380 4655.